# Den yderste frekvens
Den yderste frekvens er en dansk novellefilm fra 1994, der er instrueret af Niels Reiermann efter manuskript af ham selv og Danny Lund.

## Handling
Denne artikel mangler et handlingsreferat. Hjælp os med at skrive det.